# Scaptomyza punctivena
Scaptomyza punctivena är en tvåvingeart som beskrevs av Hardy 1965. Scaptomyza punctivena ingår i släktet Scaptomyza och familjen daggflugor. Inga underarter finns listade i Catalogue of Life.